# 四安里
四安里又稱三层楼，是位於中華人民共和國上海市靜安區裕通路85弄、长安路的43幢石库门联排建筑，占地面积约584平方米。四安里建於1932年。淞滬會戰時期，四安里有十来幢石库门房顶被毁。四安里曾經是闸北西部地区最高的建筑物，後來建築高度被蕃瓜弄的建築超越。四安里附近的公共汽车站一度设站名為“三层楼”。中華人民共和國建国后，當地所在居委会也以“三层楼”命名，闸北三层楼成了四安里一带的代名词。2014年，居住在四安里的居民开始动迁，之後四安里进行修缮改造。2015年，四安里改造工程完工。